# زاتون (آستراخان)
زاتون (به لاتین: Zaton) یک منطقهٔ مسکونی در روسیه است که در استان آستراخان واقع شده‌است.